# 血の水曜日事件
血の水曜日事件（ちのすいようびじけん）、タンマサート大学虐殺事件（タンマサートだいがくぎゃくさつじけん）、10月6日事件（タイ語: เหตุการณ์ 6 ตุลา）は、タイ王国で1976年10月6日クーデターの過程で発生した事件である。

## 概要
1976年10月6日タイ、バンコク市内タンマサート大学構内で、同年9月25日バンコク近郊(ナコンパトム)で地方配電公社の労組活動家青年2人が、警察による虐殺絞殺体で発見される事件が発生し、その追悼と責任者断罪要求集会が行われた。折から、旧内閣の亡命先から強行帰国したタノーム・キッティカチョーン元首相の断罪を政府セーニー・プラーモート内閣に要求事案を加わえて長期の活動する左派学生と市民運動家の集団にサガット・チャローユー国防相率いる国境警備警察、バンコク市警察と民間右派組織が攻撃した。政府発表で集会参加者検挙拘束約100名、集会参加者犠牲者46名、負傷者167名。この集会を制圧したあとの午後6時に、サガット国防相は国家統治改革評議会の名の下に戒厳令と軍事クーデターを宣言、セーニー・プラーモート首相を失脚させた。
このクーデターは、1973年の学生決起クーデター（血の日曜日事件）に対し 「反動クーデター」、「ホック・トラー」、「血の水曜日事件」や、発端のデモ集会弾圧から「タンマサート大学虐殺事件」と呼称される。

## 背景
1. 1975年以降、オイルショック、ベトナム戦争終結からタイ国内景気動向は悪化し、労働組合組織主導の政府抗議からモムラーチャウォン、セーニー・プラーモート連立政権は再編を余儀なくされ、弱体化した政府に公然と保守派や軍部が批判、この様子に学生側は民主主義の危機と集会を呼びかけるなど、混沌とした状況となった。
2. 1976年1月の議会混乱から軍事クーデターの噂が立ち[1]、タイ全国学生センター（NSTC）執行部主導で民主主義擁護の呼びかけと政府の経済対策強化、貿易赤字に日本製品不買運動[2]、タイ駐留アメリカ軍へ抗議と頻繁に集会が開催され、労組活動家やタイ共産党支持などの左派支持者が参加していた。
3. 1975年4月カンボジアでは左派クメール・ルージュ政権の民主カンプチア樹立。
4. 1975年12月2日、左派ラオス愛国戦線によるラオス人民民主共和国が成立。国王サワーンワッタナーに退位を即し、国王はこれに応じ600年の歴史を誇るラオス王制は幕を閉じた。
5. 自治権拡充を目指す少数民族がタイ共産党に協力する形で武装闘争を繰り広げ、1976年6月24〜9日ペッチャブーン県の共産ゲリラ討伐で政府側35名ゲリラ69名の犠牲者発生、このゲリラの大半はメオ族だった。
6. 1973年以降増大する左派勢力に軍部などが援助した右派勢力にクラティンデーン（和訳「赤い野牛」)[3]、ナワポン（「九つの新しい力」）[4]、ルークスア・チャーオバーン、ビレッジ・スカウト[5]、職業学生センター（職業学校生徒）が拮抗し、1976年7月15日に全国学生評議会が結成される[6]。[7]
7. 左派の政府抗議行動に右派は妨害に直接行動のほか、爆弾攻撃を仕掛ける。1976年のおもなもので、2月15日クラティンデーンの4人が新勢力党本部を爆破、犯人1名死亡。3月3日ラーマ6世技術学校爆破、学生ら5名死亡。6月10日NSTC機関紙印刷所を爆破。10月3日までにタイ・ラット、アティパット、プラチャーチャート各新聞社に爆弾が投げ込まれた。
8. タノーム・キッティカチョーンは内閣任期中に1971年11月に無血軍事クーデターを起こし憲法停止、政党活動禁止など独裁化を進め[8]、流血事態に陥り国王ラーマ9世の不興を買って1973年10月14日失脚。タノーム首相はアメリカに亡命し、同日臨時政府にタンマサート大学の学長サンヤー・タンマサックが首相に就任し民主政権へ移行した。（1973年10月14日 学生クーデター（血の日曜日、大いなる悲しみの日　シップシー・トラー)。
9. タノーム独裁政権の副首相で同じく1973年に亡命したプラパート・チャルサティエンが1976年8月16日帰国強行、これに8月17日から王宮前広場で約一万人がタイ全国学生センター呼びかけで集いプラパート元副首相帰国に抗議と断罪要求集会が開かれる。8月21日に集会は移動先のタンマサート大学校内で右派の職業学校生活動家による武装襲撃に遭い学生2名死亡36人負傷の流血に至った。帰国後のプラパート元副首相は政府拘束を逃れ地下潜伏したが国王ラーマ9世の呼びかけで謁見の場に現れ説諭から8月22日出国、台北に向かい再び亡命生活に入った。
10. タノーム元首相はアメリカから1976年にシンガポールに移動、ここでタイ政府に「高齢の両親の存在（父親の看病と、母親の付き添い介助）」を理由に数度の帰国希望を申し出たが、政府は治安混乱を理由に拒絶する。タノーム元首相はシンガポール市内にあるタイ系仏教寺院で出家、僧侶になって、9月19日ドンムアン空港に到着、強引に帰国を果し王立寺院ワット・バヲーンウェニットウィハーン（Wat Bawornniveswiharn)で修行生活に入り23日朝には托鉢に出た[9][10]。
11. 9月25日バンコク近郊(ナコンパトム)でタノーム元首相帰国抗議ポスターを貼っていた地方配電公社の労組活動家青年2人が絞殺体で発見される事件が発生し、10月4日になってシースック警察局長はこの事件に警官関与を認めた。

## 事件（ホック・トラー）
1976年10月4日のタンマサート大学サッカー場では、前日までタノーム元首相帰国抗議と断罪要求など集会を行い、約10,000人が集まり、引き続き当日には、同大学演劇部学生が、9月25日に殺害された地方配電公社青年二名を追悼する寸劇を上演し、この劇中には武装と指揮をするタノーム元首相役の演出と、事件報道から判明していた警官に虐殺され首を吊される二人の青年役の様子があった。新聞は様子を写真付で報道した。
10月5日、この新聞記事に虐殺の青年役はワチラーロンコーン王子に似ていて王室侮辱だ、と言いがかりをつけ、民間右派集団のクラティンデーン、ナワポンが大学周囲を囲み抗議活動を行う。
10月6日、学内で徹夜に及んだ左派学生、労働者らの抗議集会はこの日も引き続き行われた。大学を取り囲む右派勢力は侵入を試み集会自警員が小銃で牽制、警戒する首都警察は右派群衆を制止し仲裁、治安維持に努めた。午前5時過、校内の運動場に爆弾2発が投げ込まれ学生9名死亡。右派にはさらに職業学生センター勢力が駆けつけ総勢約2000人へ、バスを使い封鎖突破を試みるなか午前6時30分頃、集会自警員が発砲すると首都警官隊が応戦し銃撃戦に発展する。
午前8時10分、待機控えていた国境警備警察約1000人が首都警察に代わって校内に突入、同じ頃右派集団は校門付近のバリケード封鎖を破壊し侵入に成功、二方向から武装と火器でサッカー場にあった集会参加者をチャオプラヤー川際に追い詰めた。抵抗を試みる者、フェンスをよじ登り敗走する者へ容赦ない暴行が加えられ、爆死、射殺、扼殺、逃げた川で衰弱し溺死など多数の犠牲者が発生した。また右派集団暴徒は絶命した被害者へ執拗な蹴撲を繰り返し、針金を廻し樹木に吊し上げたり、バリケードの古タイヤに放火し遺体を放り込むなど阿鼻叫喚の様子となった。
午前11時頃に制圧は完了し、公式には犠牲者46名負傷者は167名とされ集会参加者の約1000人は反乱分子として警察に連行された。犠牲者数は集会規模と惨事で破壊された校舎や設備の被害状況から発表された46名は少な過ぎ最低で100名かそれ以上と言われる。
1976年10月6日午後6時、サガット国防相は国家統治改革評議会を設置と軍事クーデターを宣言、第一の声明「(1)王制を破壊し、国家を転覆させようとする共産主義者がベトナム人と結託して警察を攻撃した、(2)一部の閣僚、政治家やマスコミ機関が共産主義者を支援して混乱を拡大させたが現政府はこの危機に対処する能力がない。」を発表した。セーニー・プラーモート政権は瓦解し、改革評議会は首相に元最高裁判所判事ターニン・クライウィチエンを擁立する。

## その後
ターニン政権では、5人以上での政治集会の禁止令、マスメディアに言論統制を敷き、相次いだストライキ封じに労組員、学生活動家を共産主義者として弾圧し多くの運動家や学生は、田舎やジャングルに潜伏したり、国外に亡命を余儀なくされ、山岳部で反政府活動を続けていたタイ共産党に合流、1982年に、プレーム首相の特赦をもって投降を呼びかけるまで、大半は地下活動を続けた。
セーニー・プラーモート政権内閣反動の軍部クーデター勢力と、左派学生などの抗議運動勢力も政権異議ではほぼ一致し、低迷する経済にいち早い施策実現に政権交代か内閣改造を求めていた。1971年以降タイ国内経済の不況が続くなか、事件発端となった警察の地方配電公社員青年二人暗殺への追悼、タノーム断罪要求も生活苦から政府抗議活動一環から行われ、この対象主題は時事話題でかえた半ば日常化した一連の集会に過ぎなかった。事件当日に集会が行われていたタンマサート大学校内周囲で首都警察は当初右派団体を抑え治安維持に努めていたものが大学内集会参加者との小競り合いに転じ、やがて連立内閣々僚の一人サガット国防相配下の国境警備警察と交代した流れは、事前に謀られた無血クーデター計画が変更され市民運動家・左派学生集団が行う集会へ威力弾圧粛正が付け加えられたことは想像に難くなく、擁立したターニン政権の政策が証明している。
1932年6月24日の立憲革命以降王制打倒は無く、国王の下で強引な内閣または政権交代を謀るタイクーデターの特色、性質にあって血の水曜日事件全体も外れない。1973年血の日曜日事件ではデモ集団収束に国王が表立ち仲裁に動いたのち、最終で罷免されたタノーム独裁政権の状況と亡命帰還強行したプラパート元副首相が再度出国した事情、事件一年後にターニン政権は行き過ぎた左派弾圧へサガットの国家統治改革評議会が、強権を発動し退陣に追い込まれるなどこれら流れにあって特別な意図が推察される。
一連の流れについて謎が多く言論統制の壁から、タイ王国の近代史を整理したポール・M・ハンドレー著「ザ・キング・ネバー・スマイルズ」(エール大学出版)、タイの政治評論家スラック・シワラック「タイ民主主義の75年」は、タイ国内で発売禁止処分、インターネットサイトで「ザ・キング・ネバー・スマイルズ」関連は、タイ国内で一時閲覧できなくなるなど、事件の考察すら難しく全貌解明は不可能に等しい。
1977年ピューリッツァー賞 ニュース速報写真部門 受賞は、AP通信ニール・ウールヴィッチ「バンコクにおける混乱と残虐行為の写真」で、この事件の暴徒と犠牲者を撮影したものである。
クーデター首謀者サガット・チャローユー国防相（Sangad Chaloryu、สงัด ชลออยู่）は1951年6月29日独裁者プレーク・ピブーンソンクラーム暗殺未遂をともなったマンハッタン反乱の連座を疑われ逮捕された経歴を持つ。

## 参考・引用文献
- 「アジア動向年報1977年版」 ―強権政治への復帰―1976年のタイ　日本貿易振興機構（ジェトロ）アジア経済研究所　1977年刊行
- カラワン楽団の冒険―生きるための歌　著・ウィラサク・スントンシー　訳・荘司和子　晶文社　ISBN 978-4-794-95058-1　1983年7月発行